# Camponotus lividicoxis
Camponotus lividicoxis é uma espécie de inseto do gênero Camponotus, pertencente à família Formicidae.